# Agència de Medi Ambient (Cuba)
L'Agència de Medi ambient (AMA) és una organització del CITMA de Cuba. La seva funció fonamental és la de proposar i ensenyar les diferents vies i estratègies fonamentals del govern per al medi ambient. Va ser creada amb l'objectiu primordial d'executar i participar com a observador i rector en diferents projectes científics i tecnològics, a més elabora les diferents estratègies emprades a nivell nacional en matèria ecològica. És consultada per l'Estat per a l'elaboració de lleis o altres documents de caràcter jurídic en aquesta matèria ambiental. Administra a un grup d'empreses subordinades per complir amb la seva tasca.

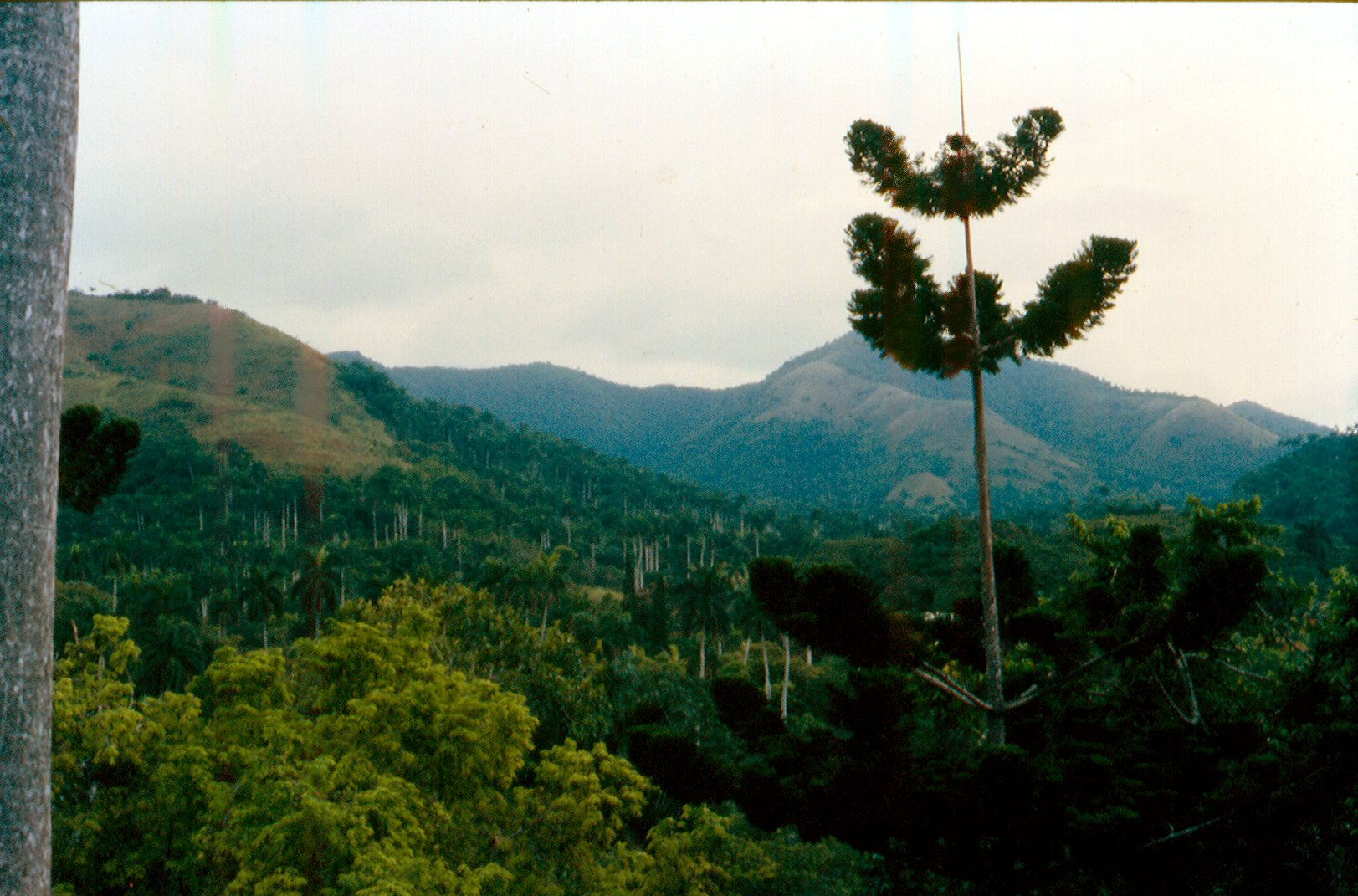
Natura cubana, el principal objectiu de l'AMA.

## Institucions
L'agència té diferents centres i institucions que destina per dividir el seu treball en diferents categories.
- Institut de Meteorologia
- Institut de Oceanología
- Institut d'Ecologia i Sistemàtica
- Institut de Geofísica i Astronomia
- Institut de Geografia Tropical
- Centre de Bioproductos Marins
- Aquari Nacional
- Parc Zoològic Nacional
- Museu Nacional d'Història Natural
- Oficina Tècnica d'Ozó
- Projecte GEF/PNUD Arxipèlag Sabana-Camagüey

## Productes
AMA, realitza una forta activitat comercial a causa de l'important capital humà, altament qualificat amb què compta en els seus centres, de manera que ofereix diferents productes que fins i tot s'exporta. Entre aquests es destaquen:
- MINERAL-TRACES (producte per controlar i evitar desequilibris minerals)
- BIOIL (per combatre vessaments de petroli al mar)
- EXOPAJ (dieta animal)